# Arcanello
L'Arcanello è un torrente della Val Camonica, in provincia di Brescia, lungo circa 6 km.
Nasce nella Valle di Viso, dai Laghetti di Ercavallo (2621 m s.l.m.) e confluisce nel Frigidolfo presso l'insediamento di Pezzo di Ponte di Legno, (1300 m s.l.m.).